# Virgin Racing
Virgin Racing (Manor Grand Prix w 2009, Marussia Virgin Racing w 2011) – brytyjski (w 2011 rosyjski) zespół i konstruktor wyścigowy utworzony w 2009 roku, który zadebiutował w sezonie 2010 mistrzostw świata Formuły 1 podczas Grand Prix Bahrajnu.
Najwyższą pozycją w historii teamu było 14. miejsce w Grand Prix Malezji i Grand Prix Japonii (Lucas Di Grassi i Timo Glock) w 2010 roku i Grand Prix Australii i Grand Prix Kanady w 2011 roku (Jérôme d’Ambrosio), w kwalifikacjach najlepszym osiągnięciem było 16. miejsce, które zostało wywalczone przez Glocka podczas Grand Prix Malezji w 2010 roku.
11 listopada 2010 roku ujawniono, że rosyjski producent samochodów sportowych, Marussia wykupił główny pakiet akcji Virgin Racing, z czym wiązała się zmiana nazwy na Marussia Virgin Racing od sezonu 2011. W sezonie 2012 zespół Marussia Virgin Racing zmienił nazwę na Marussia F1 Team, a jego podwozia nosiły nazwę Marussia.

## Historia

### Manor Grand Prix
Zespół został utworzony przez Manor Motorsport po połączeniu go z Wirth Research Limited i zgłoszony do mistrzostw świata Formuły 1 jako Manor Grand Prix, który od 2004 roku startuje także w Formule 3 Euro Series i od 2010 w serii GP3.
12 czerwca 2009 roku team został potwierdzony jako jeden z trzech nowych zespołów Formuły 1 w sezonie 2010 wraz z US F1 Team i Campos Meta Team.
Obiekty zespołu zostały ulokowane w Wielkiej Brytanii: siedziba główna w Sheffield, dział projektowania w Banbury i dział marketingu w Londynie, w Bicester została ulokowana baza techniczna, gdzie mieści się symulator Wirth Research.
Alex Tai został szefem zespołu, jednak w styczniu został on zastąpiony na tym stanowisku przez Johna Bootha. Po zmianie szefa, Tai został dyrektorem do spraw specjalnych projektów, a Brytyjczyk Nick Wirth został dyrektorem technicznym zespołu. Później potwierdzono także, że dostawcą jednostek napędowych zostanie powracająca do Formuły 1 brytyjska firma Cosworth.
Zespół Marussia Manor Racing (dawniej Manor Motorsport) przyznaje nagrodę najlepszemu kierowcy zespołu w serii GP3 w postaci testu bolidu Formuły 1 z Virgin (od 2012 Marussia) podczas corocznych testów dla młodych kierowców.

### Początki Virgin w Formule 1
W kwietniu 2002 roku grupa Virgin zaangażowała firmę Virgin Mobile jako partnera komunikacyjnego w DHL Jordan Honda, wskutek czego jej logotypy znalazły się między innymi na bolidach zespołu.
28 marca 2009 roku na torze Albert Park Circuit w Australii poinformowano, że Virgin Group stanie się sponsorem brytyjskiego debiutanckiego zespołu Brawn GP, jego logotypy widoczne były już dzień wcześniej podczas treningów do Grand Prix Australii, właściciel Virgin Group Richard Branson stwierdził, że w ten sposób chce promować Formułę 1 bardziej przyjazną środowisku.
15 lutego 2010 roku ujawniono, że wartość medialna Virgin w Brawn GP wynosi 15 800 000 funtów, a inwestycja zwróciła się w 496%.
7 marca 2011 roku ogłoszono, że kontrakt Virgin Group z Brawn GP mógł być warty 5 000 000 dolarów.
Tego samego dnia ujawniono także, że zlecono prace firmie Gevo, by wyprodukowała czystsze paliwo, które miałoby funkcjonować w Formule 1 pod nazwą Virgin Fuel.

### Zmiana nazwy zespołu na Virgin Racing
W grudniu poinformowano o zmianie nazwy zespołu z Manor Grand Prix na Virgin Racing, co związane było z wejściem strategicznego sponsora – Virgin Group.
Kierowcami zespołu zostali dotychczasowy kierowca Toyoty Timo Glock (na dwa lata) oraz debiutant Lucas Di Grassi. 15 grudnia 2009 roku Álvaro Parente i Luiz Razia dzięki swoim sponsorom zostali potwierdzeni w Notting Hill w Londynie jako testowi kierowcy w zespole.
15 grudnia poinformowano, że budżet zespołu wynosi 40 000 000 funtów szterlingów.
18 lutego Álvaro Parente stracił posadę kierowcy testowego z powodu braku środków finansowych.
23 lutego Andy Soucek został zatrudniony na stanowisku kierowcy testowego zespołu, po czym 11 sierpnia 2010 roku zrezygnował z tej funkcji, by poświęcić się ściganiu w innych kategoriach.
20 września 2010 roku ogłoszono, że Jérôme d’Ambrosio, dotychczasowy kierowca testowy francuskiego zespołu Renault F1 Team, będzie pełnił rolę kierowcy testowego w zespole Virgin Racing.
Bolid Virgin VR-01 został zaprojektowany całkowicie w technologii CFD i stał się pierwszym bolidem całkowicie zaprojektowanym w tej technologii; samochód zaprezentowano na oficjalnej stronie internetowej Virgin Racing 3 lutego 2011 roku. W trakcie sezonu w bolidzie wykryto wadę konstrukcyjną, którą była za mała pojemność zbiornika paliwa. Firma Wirth Research, która była odpowiedzialna za wykonanie bolidu, musiała zmienić w nim konstrukcję i pokryć wszystkie koszty tej operacji.
Szef grupy Virgin – Richard Branson założył się z Tonym Fernandesem z Lotusa o to, kogo zespół będzie wyżej w klasyfikacji konstruktorów. Ustalono, że ten, którego zespół będzie niżej, będzie musiał 14 listopada 2010 roku wcielić się w rolę stewardesy podczas jednego z lotów linii lotniczych należących do konkurenta.

### Sezon 2010 – pierwszy sezon startów
14 marca 2010 roku rozpoczął się sezon 2010. W rozpoczynającym cykl Grand Prix Bahrajnu kierowcy Virgin Racing, Timo Glock i Lucas Di Grassi, zakwalifikowali się na 19. i 22. miejscu. Kierowcy nie ukończyli wyścigu, Timo Glock ze względu na awarię skrzyni biegów, a Lucas Di Grassi miał awarię hydrauliki.
Na Grand Prix Australii zostały przygotowane nowe części, które miały wyeliminować problemy z hydrauliką i układem przeniesienia napędu.
Grand Prix Australii odbyło się na torze Albert Park Circuit. Podczas kwalifikacji Glock uzyskał 21. czas, a di Grassi 22. Kierowcy ponownie nie ukończyli wyścigu. Podczas deszczowego wyścigu, na 11. okrążeniu Glock miał awarię zawieszenia, a di Grassi musiał wycofać się na 26. okrążeniu, kiedy to w jego samochodzie doszło do awarii układu hydraulicznego.
Na Grand Prix Malezji zespół przygotował kilka ulepszeń bolidu.
3 kwietnia odbyły się kwalifikacje do trzeciej eliminacji sezonu – Grand Prix Malezji. Timo Glock ukończył kwalifikacje na 16. miejscu, a Lucas Di Grassi na 24. Grand Prix Malezji było pierwszym wyścigiem, w którym bolid Virgin Racing przekroczył linię mety. Di Grassi zameldował się na mecie na 14. pozycji. Glock nie ukończył wyścigu.
Przed Grand Prix Chin Glock otrzymał nowe podwozie bolidu.
18 kwietnia Formuła 1 zagościła na Shanghai International Circuit w Chińskiej Republice Ludowej. W kwalifikacjach Glock był 19. a di Grassi 22. Timo Glock miał problemy przed startem: wyciekło ciśnienie powietrza w systemie zaworów, a di Grassi musiał wycofać się po pierwszym okrążeniu; przed startem wyścigu w jego bolidzie wykryto problem ze sprzęgłem. W trakcie wyścigu spadł deszcz.
9 maja odbyło się Grand Prix Hiszpanii na torze Circuit de Catalunya. W sobotnie kwalifikacje Glock znalazł się na 21., a di Grassi na 22. pozycji, ale ze względu na zbyt późne podanie przełożeń skrzyni biegów otrzymali karę cofnięcia o pięć miejsc. Niemiec ukończył wyścig na 18., a Brazylijczyk na 19. pozycji.
Szóstą rundą było Grand Prix Monako na Circuit de Monaco. W kwalifikacjach Glock uzyskał 20. czas, a di Grassi znalazł się zaraz za nim. Obaj kierowcy nie ukończyli wyścigu, Glock miał problemy z zawieszeniem, jednak został sklasyfikowany na 22. pozycji, a di Grassi na 25. okrążeniu zakończył udział w wyścigu ze względu na usterkę koła.
Przed Grand Prix Turcji di Grassi otrzymał nowe podwozie oraz kilka poprawek bolidu.
30 maja odbyła się kolejna edycja wyścigu o Grand Prix Turcji na torze Istanbul Park. Glock był 21., a di Grassi uzyskał 23. czas. Niemiec zakończył wyścig na 18., a di Grassi na 19 miejscu.
Dwa tygodnie później Formuła 1 przeniosła się do Kanady. Na Circuit Gilles Villeneuve w sobotę Glock osiągnął 21. rezultat, a di Grassi wywalczył 23. pole startowe. Wyścig nie był zbyt udany dla brytyjskiego teamu – Glock po 50. okrążeniach miał problemy z hydrauliką, a Brazylijczyk ukończył wyścig na ostatniej, 19. pozycji.
Po kwalifikacjach podczas Grand Prix Kanady Glock i di Grassi udali się na Crescent Street Festival, gdzie promowane było Virgin Mobile a kierowcy spotkali się z fanami zespołu.
Na Grand Prix Europy przygotowano kilka nowych części mechanicznych.
Grand Prix Europy odbyło się na Valencia Street Circuit w Hiszpanii. Di Grassi ukończył kwalifikacje na 21. miejscu, Glock uplasował się tuż za debiutantem. Di Grassi ukończył wyścig na 17. pozycji, a Timo Glock otrzymał karę doliczenia 20 sekund za zignorowanie niebieskich flag i ostatecznie został sklasyfikowany na 19. miejscu.
Na Grand Prix Wielkiej Brytanii przygotowano duży pakiet poprawek.
11 lipca odbyło się Grand Prix Wielkiej Brytanii. Glock zakończył kwalifikacje na 20. miejscu. Di Grassi zakończył kwalifikacje na 22 pozycji. Glock zakończył zmagania na 18. miejscu, a di Grassi miał problemy z hydrauliką, w wyniku czego musiał zrezygnować z dalszej jazdy po 9 okrążeniach.
Na Grand Prix Niemiec przygotowano kolejne poprawki aerodynamiczne.
Wyścig o Grand Prix Niemiec odbył się na torze Hockenheimring. Lucas Di Grassi w pierwszej sesji treningowej osiągnął 18. czas, najlepszy w treningach dla zespołu od rozpoczęcia sezonu. Kwalifikacje Timo Glock ukończył na 20. miejscu, a jego zespołowy kolega był 24. Z racji kary dla Glocka (za wymianę skrzyni biegów) Niemiec startował on z samego końca stawki. Glock ukończył zmagania na 18 miejscu. Di Grassi musiał się wycofać na 50. okrążeniu, ponieważ wpadł w poślizg i uszkodził bolid.
29 lipca poinformowano, że możliwe jest wprowadzenie do bolidu dmuchanego dyfuzora.
Na GP Węgier przygotowano kolejne poprawki bolidu.
12 sierpnia na Hungaroringu odbyły się kwalifikacje do Grand Prix Węgier. Timo Glock był 19. czas, a Lucas Di Grassi uzyskał 22. rezultat kwalifikacji. Niedzielny wyścig Timo Glock ukończył na 16., a Brazylijczyk na 18. miejscu.
Na GP Belgii przygotowano poprawioną wersję pakietu o niskim docisku, bazującą na ostatnich usprawnieniach, które zostały wprowadzone podczas poprzednich Grand Prix, prócz nowych części aerodynamicznych, przygotowano ulepszenia mechaniczne.
W ostatni weekend sierpnia kierowcy przybyli na Circuit de Spa-Francorchamps, gdzie odbyło się Grand Prix Belgii. Timo Glock zajął 17. miejsce, ale po karze za blokowanie Sakona Yamamoto z hiszpańskiego zespołu Hispania Racing w pierwszej sesji kwalifikacyjnej został przesunięty na 20. pole startowe, Lucas Di Grassi osiągnął 23. czas, jednak po karze dla de la Rosy z Saubera startował z 22. miejsca. Lucas Di Grassi deszczowy wyścig ukończył na 17. pozycji, a Timo Glocka sklasyfikowano pozycję niżej.
12 września odbyło się Grand Prix Włoch na torze Autodromo Nazionale di Monza. W pierwszej sesji treningowej Timo Glock wywalczył najwyższe, 18. miejsce w treningach (podobnie jak Lucas Di Grassi w Grand Prix Niemiec). W kwalifikacjach Timo Glock osiągnął 21. czas, lecz po karze za zdjęcie plomby ze skrzyni biegów startował z ostatniej pozycji, Brazylijczyk był 22. Glock i di Grassi ukończyli wyścig odpowiednio na 17. i 20. miejscu.

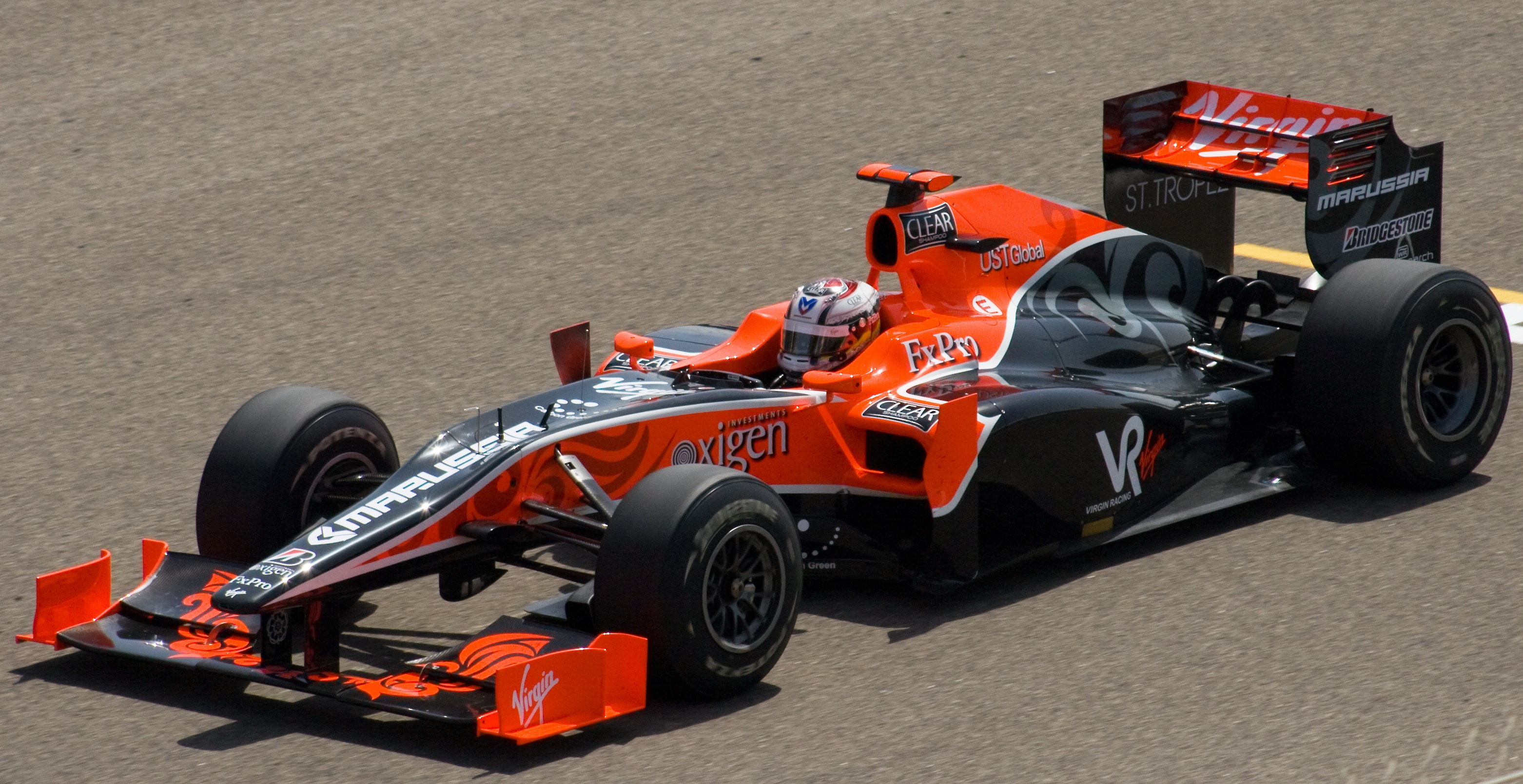
Bolid Virgin VR-01 – prowadzony przez Lucasa di Grassiego podczas Grand Prix Bahrajnu 2010

Na Grand Prix Singapuru przygotowano kolejny pakiet poprawek.
26 września na ulicznym torze Marina Bay Street Circuit odbyło się nocne Grand Prix Singapuru. W pierwszej sesji treningowej za kierownicą bolidu Lucasa di Grassiego Virgin VR-01 zadebiutował kierowca testowy zespołu Jérôme d’Ambrosio, osiągnął on 21. czas. W kwalifikacjach Glock osiągnął 18., a di Grassi 20. miejsce. Niemiec nie ukończył wyścigu z powodu usterki układu hydraulicznego, natomiast Lucas Di Grassi ukończył wyścig na 15. miejscu.
Na GP Japonii przygotowano drugą część poprawek, wraz z elementami aerodynamicznymi.
Podczas pierwszej sesji treningowej w bolidzie di Grassiego ponownie wystąpił Jérôme d’Ambrosio, osiągając 22. czas. W trzeciej sesji treningowej w Grand Prix Japonii Timo Glock osiągnął 2. czas zaraz za Jaime Alguersuarim, gdy na okrążenie pomiarowe wyjechała tylko ta dwójka kierowców. 10 października w kwalifikacjach, które zostały przesunięte o jeden dzień ze względu na złą pogodę, Lucas Di Grassi osiągnął 21., a Timo Glock 22. czas. Di Grassi na 20 minut przed rozpoczęciem wyścigu, na zakręcie 130R miał poważnie wyglądający wypadek. Kierowcy nic się nie stało, jednak nadwozie bolidu zostało poważnie uszkodzone i nie udało się go naprawić przed rozpoczęciem wyścigu. Timo Glock ukończył wyścig na 14. pozycji.
Na początku października prezes zespołu Graeme Lowdon ogłosił, że zespół rozpoczął prace nad bolidem Virgin VR-02 na przyszły sezon.
20 października ogłoszono, że w listopadzie w testach dla młodych kierowców w Abu Zabi w Zjednoczonych Emiratach Arabskich wezmą udział kierowcy testowi zespołu – Jérôme d’Ambrosio i Luiz Razia.
21 października ujawniono, że Giedo van der Garde prowadzi zaawansowane rozmowy z zespołem na temat posady kierowcy wyścigowego w 2011 roku.
Na Grand Prix Korei Południowej przygotowano kilka modyfikacji.
22 października w pierwszej sesji treningowej w Grand Prix Korei Południowej ponownie wziął udział Jérôme d’Ambrosio i wywalczył 20. czas. W kwalifikacjach Timo Glock osiągnął 20. a Lucas Di Grassi 22. czas. Deszczowy wyścig Glock ukończył na 31. okrążeniu kolizją z Sébastienem Buemim, Buemi za ten manewr dostał karę cofnięcia o pięć miejsc na starcie do Grand Prix Brazylii. Di Grassi zakończył wyścig na 25. okrążeniu kolizją z Jarno Trullim.
1 listopada ogłoszono, że prowadzone są rozmowy z Michaiłem Aloszynem w kwestii roli etatowego kierowcy na sezon 2011.
5 listopada podczas pierwszej sesji treningowej w Grand Prix Brazylii ponownie wystąpił Jérôme d’Ambrosio, zastępując di Grassiego, i w swojej próbie osiągnął 22. czas. W kwalifikacjach Timo Glock osiągnął 19. rezultat, a Lucas Di Grassi 22. czas. Niemiec ukończył zmagania na 20. miejscu. Lucas Di Grassi miał awarię, zjechał do boksów, jednak zespół zdecydował się wypuścić go na tor, w rezultacie Brazylijczyk ukończył wyścig z 9. okrążeniami straty do pierwszego kierowcy.
11 listopada na konferencji prasowej w The Yas Hotel ujawniono, że rosyjski producent samochodów sportowych, Marussia wykupił główny pakiet akcji Virgin Racing, a zespół od sezonu 2011 będzie nosił nazwę Marussia Virgin Racing. Nikołaj Fomienko – sponsor ekipy Marussia oraz kierowca wyścigowy – powiedział, że w przyszłości będzie chciał zatrudnić rosyjskiego kierowcę wyścigowego Witalija Pietrowa.
Po ogłoszeniu nowego kontraktu z Marussią, tego samego dnia Nick Wirth ogłosił, że zespół planuje poważną rozbudowę systemu CFD. Zapowiedziano, że będzie on najlepszym systemem w Formule 1 oraz trzecim systemem na świecie. Planowano, że bolid Virgin VR-02 na sezon 2011 będzie gotowy na drugi przedsezonowy test, mający miejsce w drugiej połowie lutego 2011 roku. Zespół ogłosił, że planuje budowę własnej obudowy do skrzyni biegów na podzespołach Xtrac, jednocześnie prowadząc rozmowy na dostawę układu przeniesienia napędu z innymi zespołami.
14 listopada na torze Yas Marina Circuit w Zjednoczonych Emiratach Arabskich odbyło się Grand Prix Abu Zabi. W kwalifikacjach Timo Glock uzyskał 21., a Lucas Di Grassi 22. czas. Wyścig, który rozpoczął się przed zachodem słońca i skończył po zmierzchu, Lucas Di Grassi ukończył na 18. pozycji, Timo Glock zakończył zmagania na 43. okrążeniu awarią silnika.
Sezon 2010 Timo Glock zakończył na 25. a Lucas Di Grassi na 24. miejscu. Zespół Virgin Racing zakończył sezon na ostatnim 12. miejscu bez punktu.
Po zakończeniu sezonu na ostatnim miejscu zespół otrzymał 10 000 000 dolarów pomimo tego, że w porozumieniu Concorde jest ustalone, że tylko 10 pierwszych ekip otrzyma wynagrodzenie pieniężne.
14 listopada 2010 roku zespół ogłosił, że prócz Jérôme d’Ambrosio i Luiza Razii w testach dla młodych kierowców weźmie udział również Indonezyjczyk Rio Haryanto, który w 2010 roku reprezentował Manora w serii GP3.

### Sezon 2011 – Marussia Virgin Racing

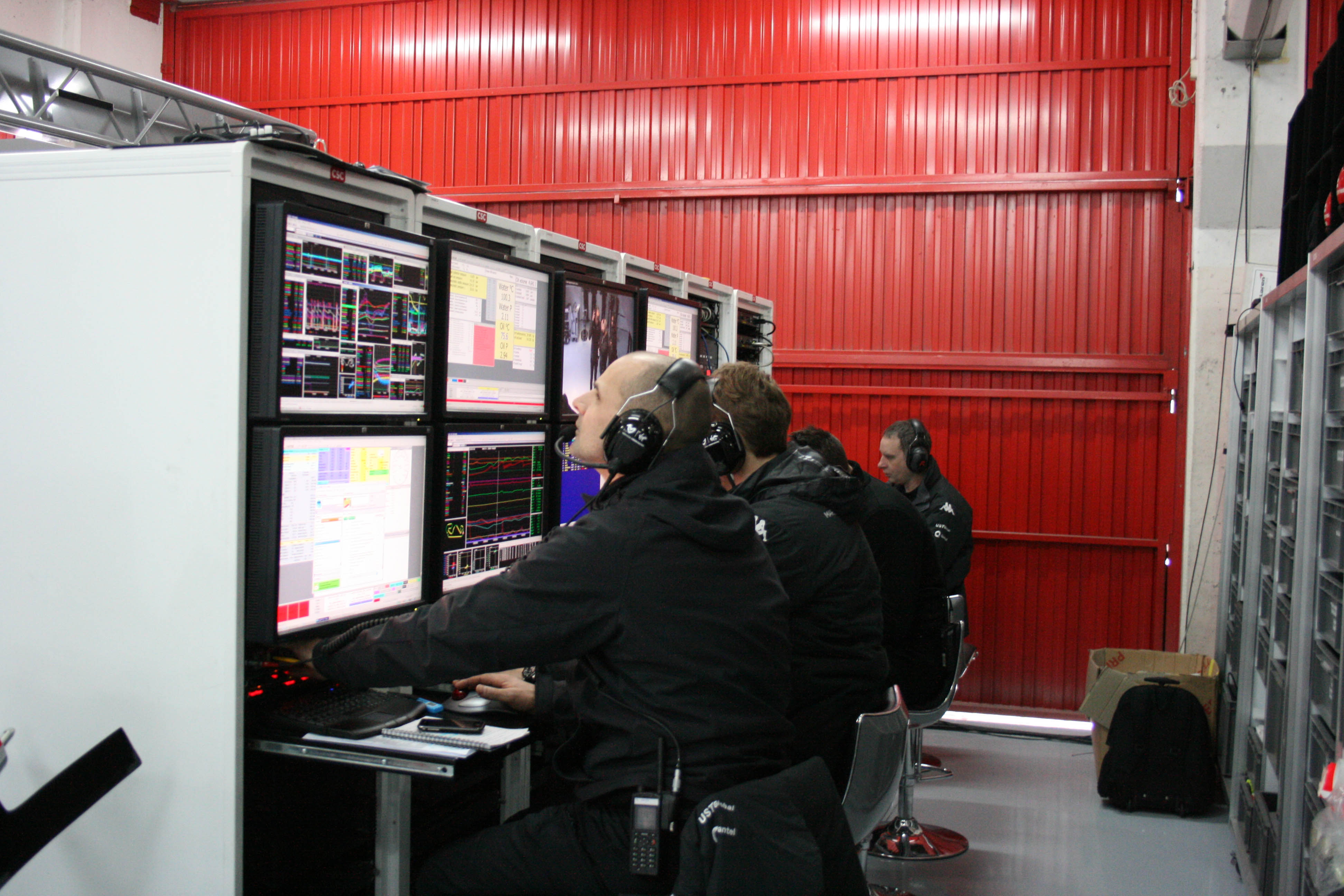
Pracownicy Marussia Virgin Racing podczas przedsezonowych testów na torze Circuit de Catalunya pod koniec stycznia 2011 roku

21 grudnia 2010 roku zespół Marussia Virgin Racing potwierdził, że kierowcami na sezon 2011 będą Timo Glock oraz debiutant Jérôme d’Ambrosio, który miał wsparcie Gravity. Zastąpił on Lucasa di Grassiego.
Dla zespołu na stanowisku szefa operacyjnego zaczął pracować Ian Phillips. Graeme Lowdon – dotychczasowy dyrektor generalny – objął funkcję prezesa zespołu. Andy Webb został dyrektorem generalnym. Darryl Eales zastąpił Etienne de Villiersa na stanowisku prezesa zespołu. Szefem działu inżynierów został Nikołaj Fomienko – prezes rosyjskiego producenta samochodów sportowych Marussia.
13 stycznia 2011 poinformowano, że budżet zespołu wynosi 60 000 000 euro, a personel liczy 220 pracowników.
4 lutego poinformowano, że w związku ze zmianą nazwy i wykupieniem akcji zespół będzie startował z rosyjską licencją.
Dostawca silników dla zespołu – Cosworth – oświadczył, że Marussia Virgin Racing oraz Hispania Racing F1 Team nie będą korzystały z systemu KERS.
7 lutego zespół Marussia Virgin Racing zaprezentował bolid o nazwie Virgin MVR-02 w siedzibie telewizji BBC, BBC Television Centre. Zmiana nazwy z „VR” na „MVR” została spowodowana wykupieniem przez firmę Marussia większościowego pakietu udziałów w teamie i dodania do jego nazwy sponsora tytularnego.
8 lutego poinformowano, że samochód nie został wyposażony w system KERS dlatego, ponieważ zespół wolał skupić się na innych obszarach bolidu, a on sam nie jest do tego przystosowany. Do bolidu chciano wprowadzić układ wydechowy wyprowadzający spaliny na przód, jednak plany ograniczono do dmuchanego dyfuzora.
12 lutego potwierdzono, że Pat Symonds będzie pełnił rolę doradcy zespołu. Symonds nie może jednak pełnić oficjalnej funkcji w zespole do 31 grudnia 2012 roku ze względu na karę, jaką nałożono na niego po aferze crashgate.
24 lutego 2011 lutego poinformowano, że projektanci zespołu pracują nad nowym skrzydłem by zmniejszyć stratę do Team Lotus.
26 lutego 2011 ujawniono, że budżet zespołu wynosi 40 000 000 euro.
4 marca podano, że zespół przeniósł się do dawnych budynków Nicka Wirtha w Banbury w Wielkiej Brytanii, razem z 62 byłymi pracownikami Wirtha. Budynki staną się bazą operacyjną na kilka lat, kiedy będzie budowana stała siedziba zespołu.
23 marca Marussia Virgin Racing podpisała kontrakt z Japończykiem Sakonem Yamamoto na posadę kierowcy rezerwowego na trzy pierwsze Grand Prix sezonu 2011.
27 marca rozpoczął się sezon 2011. W rozpoczynającym cykl Grand Prix Australii zawodnicy zakwalifikowali się do wyścigu. Jérôme d’Ambrosio uzyskał ostatni 22. a Timo Glock 21. czas. Jérôme d’Ambrosio ukończył wyścig na ostatnim 14. miejscu, które było najwyższą pozycją dla zespołu w sezonie. Timo Glock, mimo że dojechał do mety, w wyścigu nie został sklasyfikowany ze względu na zbyt małą ilość przejechanych okrążeń. W czasie wyścigu w alei serwisowej, gdy Glockowi wymieniono koła, przednie lewe poluzowało się, na skutek czego Glock wolno przejechał okrążenie, po czym musiał ponownie zjechać do boksu; zepsuły się mocowania kół, które naprawiono. W dalszej części wyścigu bolid dostał wibracji, co utrudniło prowadzenie samochodu.
3 kwietnia odbyły się kwalifikacje do drugiej eliminacji sezonu – Grand Prix Malezji. Timo Glock ukończył kwalifikacje na 21. miejscu, a Jérôme d’Ambrosio na 22. Glock zameldował się na mecie na 16. pozycji. D’Ambrosio musiał wycofać się z wyścigu, gdy na 42. okrążeniu mocno najechał na tarkę, co spowodowało zgaśnięcie silnika – jego bolid zatrzymał się poza torem.
4 kwietnia poinformowano, że zespół wprowadzi pakiet poprawek do samochodu na Grand Prix Turcji, zostanie wprowadzony nowy wydech, dyfuzor oraz tylne skrzydło, ujawniono również, że jeżeli poprawki nie przyniosą efektów, to zostanie zastosowany „plan B” dla kolejnych poprawek auta.
17 kwietnia Formuła 1 zagościła na Shanghai International Circuit w Chińskiej Republice Ludowej. W kwalifikacjach d’Ambrosio był 21. a Glock ukończył je zaraz za nim. Wyścig d’Ambrosio ukończył na 20. pozycji a Glock uplasował się na 21. pozycji.
26 kwietnia poinformowano, że pakiet poprawek na GP Turcji będzie zawierać także wyższy nos, nową podłogę, układ wydechowy, zmodyfikowane zawieszenie oraz nowe przednie skrzydło.
W maju Adrian Quaife-Hobbs podczas testowania bolidu MVR-02 na Idiada Proving Ground w Hiszpanii pokonał 150 km.
8 maja odbyła się kolejna edycja wyścigu o Grand Prix Turcji na torze Istanbul Park. W kwalifikacjach Glock był 22., a d’Ambrosio uzyskał 20. czas, lecz otrzymał karę przesunięcia o pięć pozycji na starcie za zignorowanie żółtych flag na treningu. Belg zakończył wyścig na 20. pozycji, a Glock został wycofany po awarii skrzyni biegów.
22 maja odbyło się Grand Prix Hiszpanii na torze Circuit de Catalunya. W sobotnie kwalifikacje Glock znalazł się na 20., a d’Ambrosio na 23. pozycji. Niemiec ukończył wyścig na 19., a Belg był zaraz za nim.
Szóstą rundą było Grand Prix Monako na Circuit de Monaco. W kwalifikacjach Glock uzyskał 21. czas, a d’Ambrosio znalazł się zaraz za nim. W czasie wyścigu na 30. okrążeniu tylny prawy amortyzator Glocka został uszkodzony i przestał działać, dlatego Glock musiał zakończyć rywalizację. D’Ambrosio ukończył wyścig na 15. miejscu.
2 czerwca ogłoszono, że zespół rozstał się z Nickiem Wirthem, który pełnił funkcję dyrektora technicznego. Zakończona został również współpraca z Wirth Research, firmą Wirtha, mimo to zespół w ciągu kilku miesięcy otrzyma kilka nowych elementów do bolidu.

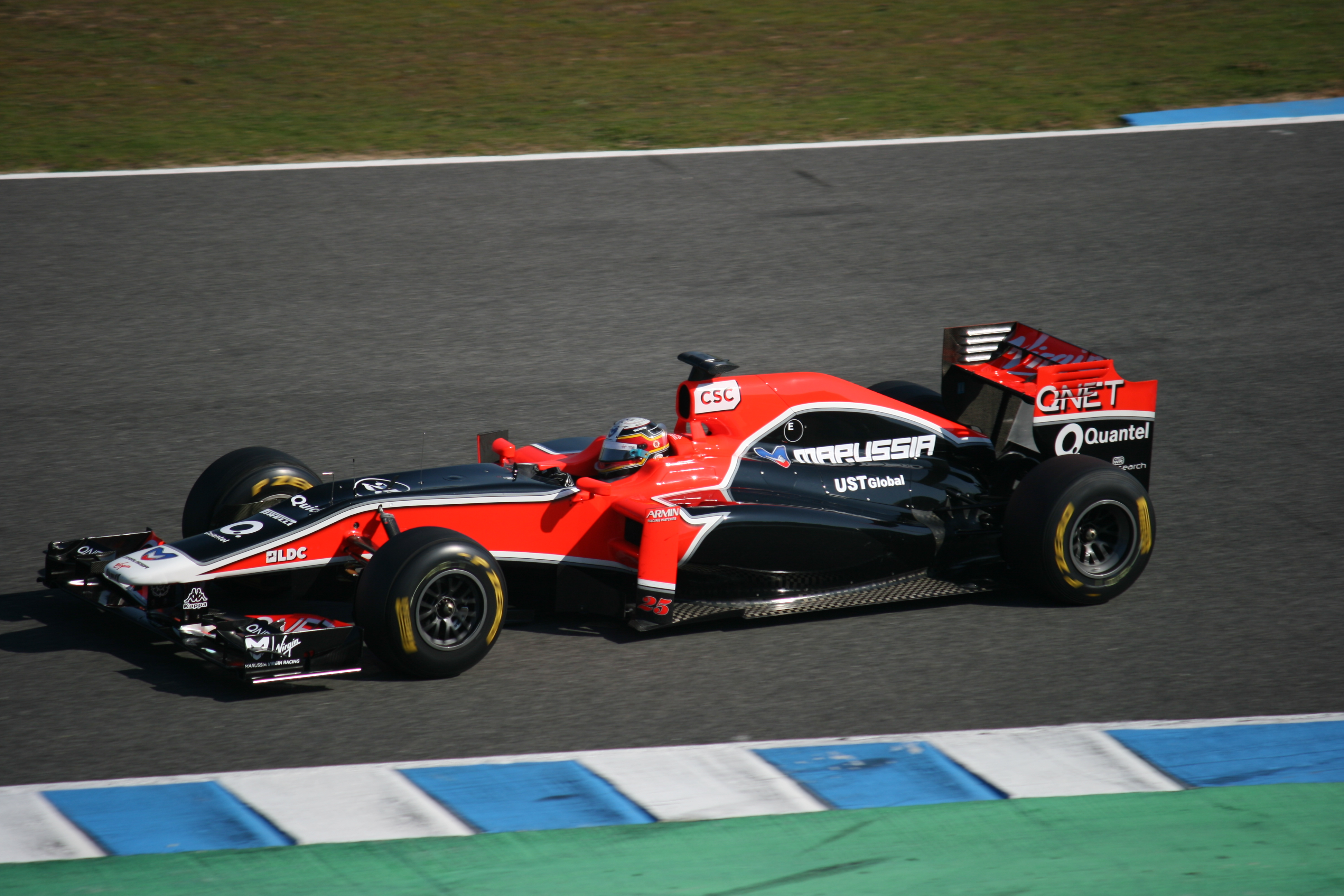
Bolid Virgin MVR-02 – prowadzony przez Jérôme’a d’Ambrosio podczas testów w 2011 roku w Jerez de la Frontera na torze Circuito Permanente de Jerez

13 czerwca poinformowano, że po Grand Prix Wielkiej Brytanii zespół zakończy rozwój bolidu Virgin MVR-02 i skupi się na stworzeniu nowego centrum technicznego i zaprojektowaniu bolidu na sezon 2012.
Przed Grand Prix Kanady Robert Wickens został ogłoszony kierowcą rezerwowym zespołu.
Na Circuit Gilles Villeneuve podczas Grand Prix Kanady w sobotę Glock ustanowił 22. rezultat, a d’Ambrosio nie zmieścił się w limicie reguły 107%, ale jednak został dopuszczony do startu. Podczas wyścigu zaczął intensywnie padać deszcz, przez co wyścig został wstrzymany i wznowiony i trwał około czterech godzin. Jerome d’Ambrosio ukończył go na 14. pozycji mimo tego, że otrzymał karę przejazdu przez aleję serwisową z powodu złego dobrania opon po restarcie wyścigu, było to wyrównanie najwyższej pozycji w sezonie z Grand Prix Australii. Glock uplasował się zaraz za nim.
Ósmą eliminacją sezonu 2011 było Grand Prix Europy na Valencia Street Circuit w Hiszpanii. D’Ambrosio ukończył kwalifikacje na 23. miejscu a Glock uplasował się dwie pozycje przed nim. Glock ukończył wyścig na 21. pozycji, a d’Ambrosio ukończył go tuż za nim.
4 lipca potwierdzono, że zespół podpisał długoterminową umowę z McLaren Applied Technology, w ramach której rozpocznie współpracę techniczną z zespołem McLaren. W myśl tej umowy Marussia Virgin Racing będzie mogła korzystać z fabryk, wiedzy i zasobów (wyposażenie do testów, symulator, pracowników i tunel aerodynamiczny). Od listopada 2011 zespół będzie mógł korzystać z tunelu aerodynamicznego i symulatora w Woking w Wielkiej Brytanii.
10 lipca odbyło się Grand Prix Wielkiej Brytanii. Glock zakończył kwalifikacje na 20. miejscu. D’Ambrosio zakończył kwalifikacje na 22 pozycji. Kierowcy wystartowali na mokrym torze. Glock zakończył zmagania na 16. miejscu, a d’Ambrosio był zaraz za nim.
13 lipca 2011 roku Adrian Quaife-Hobbs podczas testowania bolidu MVR-02 na lotnisku RAF Cottesmore należącym do brytyjskich Królewskich Sił Powietrznych (Royal Air Force) w hrabstwie Leicestershire pokonał ponad 200 km.
Dwa tygodnie później odbył się wyścig o Grand Prix Niemiec na torze Nürburgring. Kwalifikacje Timo Glock ukończył na 20. miejscu, a jego zespołowy kolega ukończył je o dwie pozycje dalej. Glock ukończył zmagania na 17 miejscu a d’Ambrosio na 18.
24 lipca podczas specjalnej konferencji prasowej zwołanej na torze Nürburgring zespół ogłosił, że przedłużył kontrakt z Timo Glockiem do końca sezonu 2014.

Jestem naprawdę rozczarowany, lecz warunki były dzisiaj bardzo trudne. Bardzo dobrze ruszyłem do wyścigu i sprawiło mi to radość, ale popełniłem błąd kiedy ponownie spadł deszcz – zdecydowałem się na założenie przejściowych opon, kiedy prawdopodobnie powinienem zostać na slickach. Przez pit-stopy straciłem więc sporo czasu. Ponadto zaliczyłem nieprzyjemny moment, kiedy wpadłem w poślizg w boksach, aczkolwiek na szczęście samochód w nikogo nie uderzył. Zdecydowanie nie był to mój najlepszy wyścig.

31 lipca na Hungaroringu odbyły się kwalifikacje do Grand Prix Węgier. Timo Glock osiągnął 21. czas, a d’Ambrosio uzyskał ostatni 24. rezultat kwalifikacji. Niedzielny, częściowo deszczowy wyścig Timo Glock ukończył na 17., a Belg na 20. miejscu, w czasie wyścigu d’Ambrosio miał poślizg przy wjeździe na stanowisko, gdzie czekali mechanicy.
W ostatni weekend sierpnia kierowcy pojawili się na Circuit de Spa-Francorchamps, gdzie odbyło się Grand Prix Belgii. Timo Glock w pierwszej sesji treningowej osiągnął 17. czas, najlepszy w historii w treningach dla zespołu, gdy podczas sesji uczestniczyły wszystkie zespoły. W kwalifikacjach Timo Glock osiągnął 20. czas, a Jérôme d’Ambrosio przekroczył limit 107%, ale został jednak dopuszczony do wyścigu. Glock po starcie wyścigu uderzył w bolid Paula di Resty z Force India, za co został otrzymał karę przejazdu przez aleję serwisową. Wyścig ukończył na 18. pozycji, a d’Ambrosio na starcie miał kolizję z Bruno Senną z Lotus Renault GP.
2 września poinformowano, że d’Ambrosio negocjuje przedłużenie kontraktu z zespołem.
11 września odbyło się Grand Prix Włoch na torze Autodromo Nazionale di Monza. W kwalifikacjach Timo Glock osiągnął 21. czas, Belg był 22. Glock ukończył wyścig na 15. miejscu, a Jérôme d’Ambrosio miał awarię skrzyni biegów i musiał się wycofać na pierwszym okrążeniu.
13 września zespół przeprowadził testy aerodynamiczne w Vairano Patenora we Włoszech.
21 września poinformowano, że Adrian Quaife-Hobbs weźmie udział w testach dla młodych kierowców w Abu Zabi w Zjednoczonych Emiratach Arabskich.
25 września na ulicznym torze Marina Bay Street Circuit odbyło się nocne Grand Prix Singapuru. W kwalifikacjach Glock osiągnął 21., a d’Ambrosio 22. miejsce. Niemiec nie ukończył wyścigu – wycofał się z niego po 9. okrążeniach z powodu uszkodzeń na skutek wypadku – natomiast d’Ambrosio ukończył wyścig na 18. miejscu.
29 września poinformowano, że bolid na sezon 2012 również nie zostanie wyposażony w system KERS.
9 października podczas Grand Prix Japonii w kwalifikacjach Jérôme d’Ambrosio osiągnął 20., a Timo Glock 21. czas. Glock i d’Ambrosio ukończyli wyścig odpowiednio na 20. i 21. pozycji.
16 października podczas Grand Prix Korei Południowej w kwalifikacjach Timo Glock osiągnął 21. a Jérôme d’Ambrosio 22. czas. Wyścig Glock ukończył na 18. a d’Ambrosio na 20. miejscu.
W październiku Timo Glock po raz pierwszy pracował w symulatorze McLarena.
30 października podczas pierwszego w historii Formuły 1 Grand Prix Indii w kwalifikacjach Timo Glock osiągnął 23. miejsce, a Jérôme d’Ambrosio przekroczył limit 107%; mimo to został dopuszczony do wyścigu. Wyścig Glock zakończył na drugim okrążeniu z powodu kolizji z Kamuim Kobayashim z Saubera, na skutek której lewa strona bolidu została poważnie uszkodzona. D’Ambrosio dojechał do mety i ukończył wyścig na 16. miejscu.
13 listopada na torze Yas Marina Circuit w Zjednoczonych Emiratach Arabskich odbyło się Grand Prix Abu Zabi. W pierwszej sesji treningowej wziął udział Robert Wickens, kierowca rezerwowy zespołu, który uzyskał ostatni 23. czas, przy czym Rubens Barrichello przejechał tylko trzy okrążenia i nie został sklasyfikowany. W kwalifikacjach Timo Glock uzyskał 20., a Jérôme d’Ambrosio 22. czas. Wyścig, który rozpoczął się przed zachodem słońca i skończył po zmierzchu Glock ukończył na 19. pozycji, d’Ambrosio zakończył zmagania na 18 okrążeniu awarią hamulców.
Na początku listopada poinformowano, że Marussia Virgin Racing złożyła wniosek o zmianę nazwy konstruktora z Virgin na Marussia. Szefowie ekip zgodzili się na taką zmianę. 6 listopada podobną zgodę wyraziła Komisja Formuły 1. Oznacza to, że przyszłe samochody nosić będą nazwę Marussia, a nie jak dotychczas Virgin. Richard Branson oświadczył jednak, że jego marka nadal będzie wspierała projekt a jej logotypy będą na przyszłych bolidach.
13 listopada d’Ambrosio poinformował, że zespół negocjuje z Charlesem Pikiem posadę kierowcy wyścigowego.
14 listopada poinformowano, że w testach dla młodych kierowców obok Adriana Quaife-Hobbsa wezmą udział Robert Wickens i Charles Pic.
23 listopada firma Lloyds – posiadająca pakiet akcji zespołu poinformowała, że może zamknąć Marussia Virgin Racing ponieważ zespół zobowiązał się do dostarczenia dokumentów dotyczących zakończenia inwestowania w Marussia Virgin Racing, 25 października rozwiązano wszystkie umowy z wszystkimi dyrektorami firm i innymi pracownikami, zaczęto prowadzić wymianę informacji z Krajowym Rejestrem Sądowym.

Bardzo rozczarowujące zakończenie sezonu. Wielka szkoda, że musiałem wycofać się za sprawą utraty lewej, tylnej opony tuż po pit-stopie, ale niestety takie rzeczy się zdarzają. Nie tak chciałem ukończyć te mistrzostwa, ale mimo wszystko pragnę podziękować zespołowi za wszystkie ich wysiłki w tym sezonie. Wspaniale było z nimi współpracować.

27 listopada podczas Grand Prix Brazylii w kwalifikacjach Timo Glock i Jérôme d’Ambrosio osiągnęli dwa ostatnie czasy (23 i 24). Wyścig d’Ambrosio ukończył na 19. miejscu, Glock musiał wycofać się z niego na 21. okrążeniu z powodu niedokręcenia tylnego lewego koła, w efekcie po wyjeździe ze stanowiska w boksach koło odpadło.
Po zakończeniu wyścigu ogłoszono, że francuski kierowca wyścigowy Charles Pic będzie kierowcą etatowym w sezonie 2012.
Sezon 2011 Timo Glock zakończył na 25. a Jérôme d’Ambrosio na 24. miejscu. Zespół Marussia Virgin Racing zakończył sezon na ostatnim 12. miejscu bez punktu.
14 grudnia 2011 poinformowano, że Witalij Pietrow, który dysponował wsparciem finansowym w wysokości 10 000 000 euro, negocjował z zespołem stanowisko kierowcy etatowego na sezon 2012.

## Sponsorzy

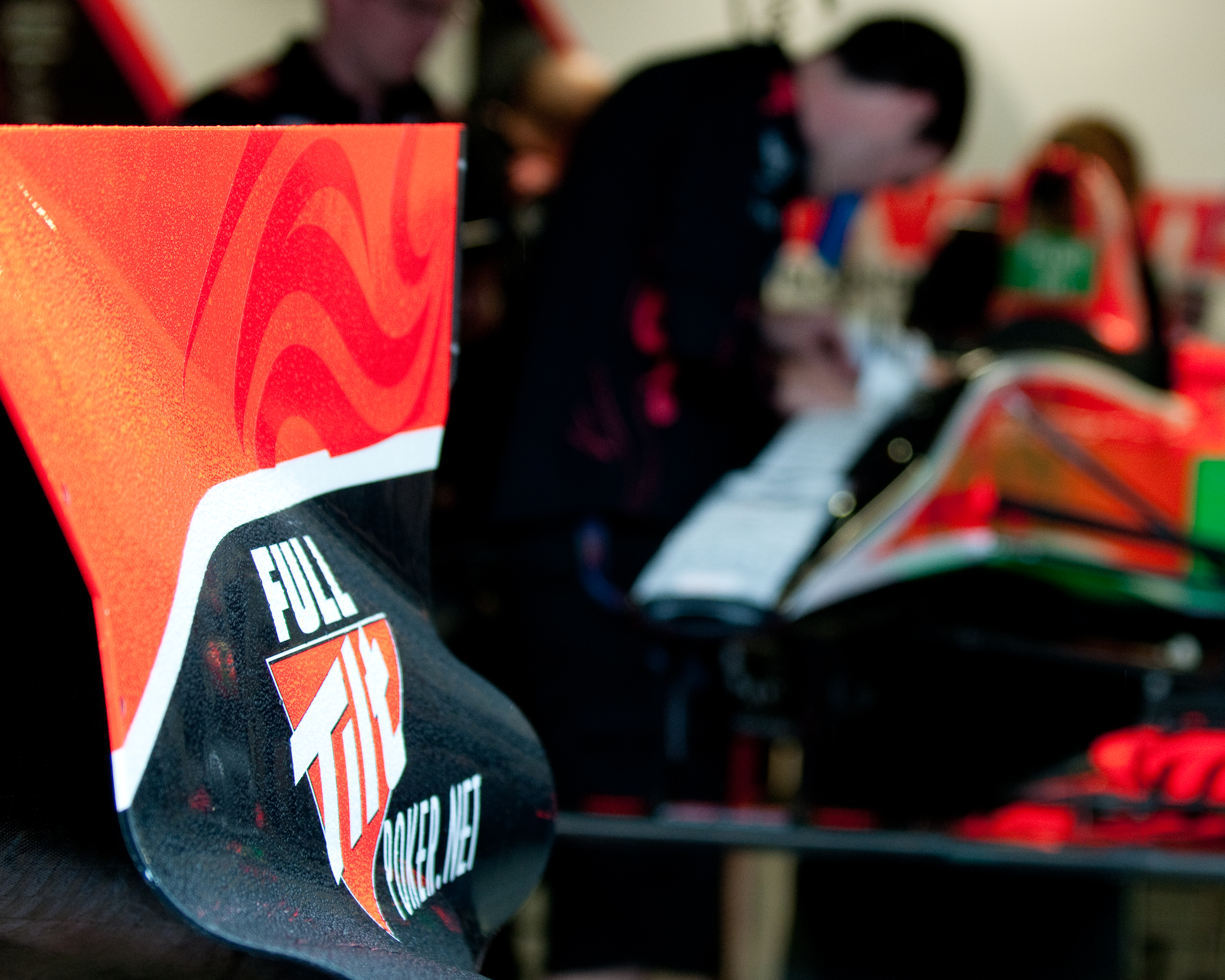
Logo Full Tilt Poker na jednej z części bolidu Virgin VR-01

Virgin Racing od początku istnienia było wspierane przez grupę Virgin.
W grudniu 2009 roku potwierdzono nawiązanie współpracy przez Virgin Racing z firmą LDC należącą do Lloyds Banking Group, LDC wykupiła około 20% udziałów w zespole.
Na przełomie 2009 roku ogłoszono, że spółka brokerska FxPro dołączyła do zespołu a jej logotypy będą widoczne na bolidach oraz ubraniach członków zespołu.
18 lutego 2010 roku Virgin Racing ogłosił nawiązanie współpracy z Amerykańską firmą UST Global, dostawcą usług i rozwiązań IT. Firma zgodziła się opracować narzędzie do zarządzania wyścigiem, które daje inżynierom pełny obraz na to, co się dzieje na torze podczas każdego wyścigu. UST Global ogłosiło również plany zintegrowania symulatora Wirth Research z danymi ustawień bolidu VR-01, by zagwarantować stałą, dwustronną zależność pomiędzy tymi jednostkami.
23 lutego 2010 ogłoszono, że zespół będzie współpracować z Nexa Autocolor, marką farb.
11 czerwca 2010 podczas Grand Prix Kanady opublikowano informację, że firma LG Electronics wyposaży w swoje produkty zespół wyścigowy oraz fabrykę ekipy.
23 września 2010 poinformowano, że podczas Grand Prix Singapuru kierowcy będą jeździli z logo firmy produkującą zegarki – Antler.
18 października 2010 roku poinformowano, że szwajcarska firma produkująca zegarki – Armin Strom podpisała kilkuletni kontrakt partnerski.
10 listopada 2010 roku poinformowano, że zespół nawiązał długoterminową współpracę z Qnet ltd, należącą do konglomeratu QI Group of Companies. Firma rozprowadza produkty codziennego użytku i usługi, poprzez swoją platformę handlu elektronicznego.
21 stycznia 2011 ujawniono, że brytyjska firma Quantel projektująca i wytwarzająca cyfrowy sprzęt do obróbki obrazu dla stacji telewizyjnych, branży wideo i filmowej będzie współpracować z zespołem.
14 marca 2011 ogłoszono, że CNBC jedna z sieci telewizyjnych kanałów informacyjnych będzie sponsorować zespół.
9 kwietnia 2011 poinformowano, że z Virgin w sezonie 2011 będzie współpracowała firma produkująca osłony winylowe na laptopy, telefony komórkowe, przenośne konsole i iPody – Diabloskinz.
23 kwietnia 2011 ogłoszono, że szkoła biznesowa SMC University będzie sponsorem i partnerem zespołu.
27 maja 2011 ujawniono, że Virgin związał się z firmą produkującą światła i inne produkty elektryczne do samochodów – Ring Automotive.
29 maja 2011 ogłoszono współpracę z MusicMagpie.
8 września 2011 poinformowano, że belgijska firma Soleco działająca w zakresie przekształcania energii słonecznej za sprawą Jerome d’Ambrosio będzie sponsorować zespół.
Z zespołem w 2010 roku współpracowały firmy między innymi sprowadzone przez dyrektora do spraw marketingu Virgin Racing, Jima Wrighta: Full Tilt Poker, Oxigen Investments (ekolodzy z firmy) i Clear Shampoo (firma produkująca szampony), z Virgin współpracowały także: Bridgestone – produkująca ogumienie dla Formuły 1 (2010), Computer Sciences Corporation – marka świadcząca usługi IT (2010–2011), Carbon Green – firma zajmująca się recyklingiem (2010), Kappa – firma odzieżowa (2010–2011), Armin Racing Watches (2010–2011), BGN (2011), Lincoln Electric (2011), Monroe (2011), PerkinElmer Instruments (2011), Pirelli – produkująca ogumienie dla Formuły 1 (2011), Quick (2011), RTR (2011), Servotest (2011), Quick Group (2011).

## Formuła E
5 grudnia 2013 roku został ogłoszony powrót Virgin Racing do wyścigów samochodowych. Od sezonu 2014/2015 zespół rywalizuje w Formule E, gdzie używane są jednomiejscowe samochody elektryczne. Kierowcami Virgin w pierwszym sezonie są Jaime Alguersuari i Sam Bird.

## Wyniki
| Legenda oznaczeń w tabelach wyników Wyświetl szablon na nowej stronie | Legenda oznaczeń w tabelach wyników Wyświetl szablon na nowej stronie                                                                     |
| Oznaczenie                                                            | Wyjaśnienie |
| --------------------------------------------------------------------- | --- |
| Złoty                                                                 | Zwycięzca lub mistrzostwo |
| Srebrny                                                               | 2. miejsce lub wicemistrzostwo |
| Brązowy                                                               | 3. miejsce lub II wicemistrzostwo |
| Zielony                                                               | Ukończył, punktował (w klasyfikacji generalnej, gdy zdobył co najmniej jeden punkt na przestrzeni sezonu, poza trzema powyższymi opcjami) |
| Niebieski                                                             | Ukończył, nie punktował (w klasyfikacji generalnej, gdy nie zdobył co najmniej jednego punktu na przestrzeni sezonu)                      |
| Czerwony                                                              | Nie zakwalifikował się (NZ) |
| Czerwony                                                              | Nie prekwalifikował się (NPK) |
| Różowy                                                                | Nie ukończył (NU) |
| Różowy                                                                | Niesklasyfikowany (NS) (w klasyfikacji generalnej, gdy nie został sklasyfikowany w żadnym wyścigu sezonu)                                 |
| Czarny                                                                | Zdyskwalifikowany (DK) |
| Czarny                                                                | Wykluczony (WYK/EX) |
| Biały                                                                 | Nie wystartował (NW) |
| Biały                                                                 | Kontuzjowany (K/INJ) |
| Biały                                                                 | Wyścig odwołany (OD/C) |
| Bez koloru                                                            | Został wycofany (WYC/WD) |
| Bez koloru                                                            | Nie przybył (NP/DNA) |
| Bez koloru                                                            | Nie brał udziału w treningach (NT/DNP) |
| Bez koloru                                                            | Nie został zgłoszony (–) |
| Pogrubienie                                                           | Start z pole position |
| Kursywa                                                               | Najszybsze okrążenie wyścigu |
| †                                                                     | Nie ukończył, ale jego rezultat został zaliczony ze względu na przejechanie więcej niż 90% dystansu wyścigu.                              |
| *                                                                     | Sezon w trakcie |
| 1/2/3                                                                 | Punktowana pozycja w sprincie |
| Lista systemów punktacji Formuły 1                                    | |

| Sezon | Konstruktor     | Kierowcy          | Wyniki w poszczególnych eliminacjach | Wyniki w poszczególnych eliminacjach | Wyniki w poszczególnych eliminacjach | Wyniki w poszczególnych eliminacjach | Wyniki w poszczególnych eliminacjach | Wyniki w poszczególnych eliminacjach | Wyniki w poszczególnych eliminacjach | Wyniki w poszczególnych eliminacjach | Wyniki w poszczególnych eliminacjach | Wyniki w poszczególnych eliminacjach | Wyniki w poszczególnych eliminacjach | Wyniki w poszczególnych eliminacjach | Wyniki w poszczególnych eliminacjach | Wyniki w poszczególnych eliminacjach | Wyniki w poszczególnych eliminacjach | Wyniki w poszczególnych eliminacjach | Wyniki w poszczególnych eliminacjach | Wyniki w poszczególnych eliminacjach | Wyniki w poszczególnych eliminacjach | Wyniki kierowców | Wyniki kierowców | Wyniki konstruktora | Wyniki konstruktora |
| Sezon | Konstruktor     | Kierowcy          | BHR                                  | AUS                                  | MYS                                  | CHN                                  | ESP                                  | MCO                                  | TUR                                  | CAN                                  | EUR                                  | GBR                                  | DEU                                  | HUN                                  | BEL                                  | ITA                                  | SGP                                  | JPN                                  | KOR                                  | BRA                                  | ARE                                  | Punkty           | Pozycja          | Punkty              | Pozycja             |
| ----- | --------------- | ----------------- | ------------------------------------ | ------------------------------------ | ------------------------------------ | ------------------------------------ | ------------------------------------ | ------------------------------------ | ------------------------------------ | ------------------------------------ | ------------------------------------ | ------------------------------------ | ------------------------------------ | ------------------------------------ | ------------------------------------ | ------------------------------------ | ------------------------------------ | ------------------------------------ | ------------------------------------ | ------------------------------------ | ------------------------------------ | ---------------- | ---------------- | ------------------- | ------------------- |
| 2010  | Virgin–Cosworth | Timo Glock        | NU                                   | NU                                   | NU                                   | NW                                   | 18                                   | NU                                   | 18                                   | NU                                   | 19                                   | 18                                   | 18                                   | 16                                   | 18                                   | 17                                   | NU                                   | 14                                   | NU                                   | 20                                   | NU                                   | 0                | 25               | 0                   | 12                  |
| 2010  | Virgin–Cosworth | Lucas Di Grassi   | NU                                   | NU                                   | 14                                   | NU                                   | 19                                   | NU                                   | 19                                   | 19                                   | 17                                   | NU                                   | NU                                   | 18                                   | 17                                   | 20                                   | 15                                   | NW                                   | NU                                   | NU                                   | 18                                   | 0                | 24               | 0                   | 12                  |
| Sezon | Konstruktor     | Kierowcy          | AUS                                  | MYS                                  | CHN                                  | TUR                                  | ESP                                  | MCO                                  | CAN                                  | EUR                                  | GBR                                  | DEU                                  | HUN                                  | BEL                                  | ITA                                  | SGP                                  | JPN                                  | KOR                                  | IND                                  | ARE                                  | BRA                                  | Punkty           | Pozycja          | Punkty              | Pozycja             |
| 2011  | Virgin–Cosworth | Timo Glock        | NS                                   | 16                                   | 21                                   | NW                                   | 19                                   | NU                                   | 15                                   | 21                                   | 16                                   | 17                                   | 17                                   | 18                                   | 15                                   | NU                                   | 20                                   | 18                                   | NU                                   | 19                                   | NU                                   | 0                | 25               | 0                   | 12                  |
| 2011  | Virgin–Cosworth | Jérôme d’Ambrosio | 14                                   | NU                                   | 20                                   | 20                                   | 20                                   | 15                                   | 14                                   | 22                                   | 17                                   | 18                                   | 19                                   | 17                                   | NU                                   | 18                                   | 21                                   | 20                                   | 16                                   | NU                                   | 19                                   | 0                | 24               | 0                   | 12                  |

## Statystyki
Źródło: F1Ultra
| Sezon | Zespół                 | Konstruktor     | Zgłoszenia | GP | PKT | P.   | P1 | P2 | P3 | Punkt. | PP | NO | NS | DK | NZ |
| --- | ---------------------- | --------------- | ---------- | -- | --- | ---- | -- | -- | -- | ------ | -- | -- | -- | -- | -- |
| 2010 | Virgin Racing          | Virgin-Cosworth | 38         | 19 | -   | 12   | -  | -  | -  | -      | -  | -  | 16 | -  | -  |
| 2011 | Marussia Virgin Racing | Virgin-Cosworth | 38         | 19 | -   | 12   | -  | -  | -  | -      | -  | -  | 8  | -  | -  |
| Razem | 2                      | 1               | 76         | 38 | -   | 2×12 | -  | -  | -  | -      | -  | -  | 24 | -  | -  |
| Sezon | Zespół                 | Konstruktor     | Zgłoszenia | GP | PKT | P.   | P1 | P2 | P3 | Punkt. | PP | NO | NS | DK | NZ |
| Zgłoszenia - starty wszystkich samochodów; GP - zaliczone Grand Prix; P. - pozycja końcowa; P1, P2, P3 - pozycje na podium; Punkt. - punktował; PP - pole position; NO - najszybsze okrążenia; NS - niesklasyfikowany; DK - dyskwalifikacje; NZ - nie zakwalifikował się |                        |                 |            |    |     |      |    |    |    |        |    |    |    |    |    |

## Podsumowanie
| Ważne wyścigi     | Ważne wyścigi |
| ----------------- | --- |
| Debiut            | Grand Prix Bahrajnu 2010 ( Timo Glock, Lucas Di Grassi)                                                          |
| Ostatni           | GP Brazylii 2011 ( Timo Glock, Jérôme d’Ambrosio)                                                                |
| Najwyższe pozycje | |
| Kwalifikacje      | 16 – Timo Glock                                                                                                  |
| Wyścig            | 14 – Lucas Di Grassi, Timo Glock, Jérôme d’Ambrosio                                                              |
| Inne              | |
| Kierowca testowy  | Álvaro Parente (2009–2010) Luiz Razia (2009–2010) Andy Soucek (2010) Sakon Yamamoto (2011) Robert Wickens (2011) |

## Kierowcy
Źródło: ChicaneF1
|     | Kierowca          | Sezony    | Starty | PP | Wygrane | MŚ | Zespół   |
| --- | ----------------- | --------- | ------ | -- | ------- | -- | -------- |
| DEU | Timo Glock        | 2010–2011 | 36     | -  | -       | -  | prywatny |
| BRA | Lucas Di Grassi   | 2010      | 18     | -  | -       | -  | prywatny |
| BEL | Jérôme d’Ambrosio | 2011      | 19     | -  | -       | -  | prywatny |

## Informacje techniczne
Źródło: Wyprzedź Mnie!
| Sezon | Zespół                 | Podwozie      | Silnik (Typ)              | Opony       |
| ----- | ---------------------- | ------------- | ------------------------- | ----------- |
| 2010  | Virgin Racing          | Virgin VR-01  | Cosworth CA2010 (2,4l V8) | Bridgestone |
| 2011  | Marussia Virgin Racing | Virgin MVR-02 | Cosworth CA2011 (2,4l V8) | Pirelli     |
| Razem | 2                      | 2             | 2                         | 2           |
| Sezon | Zespół                 | Podwozie      | Silnik (Typ)              | Opony       |

## Wyniki w Formule E
| Legenda oznaczeń w tabelach wyników Wyświetl szablon na nowej stronie | Legenda oznaczeń w tabelach wyników Wyświetl szablon na nowej stronie                                                                     |
| Oznaczenie                                                            | Wyjaśnienie |
| --------------------------------------------------------------------- | --- |
| Złoty                                                                 | Zwycięzca lub mistrzostwo |
| Srebrny                                                               | 2. miejsce lub wicemistrzostwo |
| Brązowy                                                               | 3. miejsce lub II wicemistrzostwo |
| Zielony                                                               | Ukończył, punktował (w klasyfikacji generalnej, gdy zdobył co najmniej jeden punkt na przestrzeni sezonu, poza trzema powyższymi opcjami) |
| Niebieski                                                             | Ukończył, nie punktował (w klasyfikacji generalnej, gdy nie zdobył co najmniej jednego punktu na przestrzeni sezonu)                      |
| Czerwony                                                              | Nie zakwalifikował się (NZ) |
| Czerwony                                                              | Nie prekwalifikował się (NPK) |
| Różowy                                                                | Nie ukończył (NU) |
| Różowy                                                                | Niesklasyfikowany (NS) (w klasyfikacji generalnej, gdy nie został sklasyfikowany w żadnym wyścigu sezonu)                                 |
| Czarny                                                                | Zdyskwalifikowany (DK) |
| Czarny                                                                | Wykluczony (WYK/EX) |
| Biały                                                                 | Nie wystartował (NW) |
| Biały                                                                 | Kontuzjowany (K/INJ) |
| Biały                                                                 | Wyścig odwołany (OD/C) |
| Bez koloru                                                            | Został wycofany (WYC/WD) |
| Bez koloru                                                            | Nie przybył (NP/DNA) |
| Bez koloru                                                            | Nie brał udziału w treningach (NT/DNP) |
| Bez koloru                                                            | Nie został zgłoszony (–) |
| Pogrubienie                                                           | Start z pole position |
| Kursywa                                                               | Najszybsze okrążenie wyścigu |
| †                                                                     | Nie ukończył, ale jego rezultat został zaliczony ze względu na przejechanie więcej niż 90% dystansu wyścigu.                              |
| *                                                                     | Sezon w trakcie |
| 1/2/3                                                                 | Punktowana pozycja w sprincie |
| Lista systemów punktacji Formuły 1                                    | |

| Sezon     | Zespół                          | Samochód                    | Kierowcy          | Wyniki w poszczególnych eliminacjach | Wyniki w poszczególnych eliminacjach | Wyniki w poszczególnych eliminacjach | Wyniki w poszczególnych eliminacjach | Wyniki w poszczególnych eliminacjach | Wyniki w poszczególnych eliminacjach | Wyniki w poszczególnych eliminacjach | Wyniki w poszczególnych eliminacjach | Wyniki w poszczególnych eliminacjach | Wyniki w poszczególnych eliminacjach | Wyniki w poszczególnych eliminacjach | Wyniki w poszczególnych eliminacjach | Wyniki w poszczególnych eliminacjach | Wyniki kierowców | Wyniki kierowców | Wyniki zespołu | Wyniki zespołu |
| 2014/2015 |                                 |                             |                   |                                      | Malezja                              | Urugwaj                              | Argentyna                            | Stany Zjednoczone                    | Stany Zjednoczone                    | Monako                               | Niemcy                               | Rosja                                | Wielka Brytania                      | Wielka Brytania                      |                                      |                                      | Pkt.             | Msc.             | Pkt.           | Msc.           |
| --------- | ------------------------------- | --------------------------- | ----------------- | ------------------------------------ | ------------------------------------ | ------------------------------------ | ------------------------------------ | ------------------------------------ | ------------------------------------ | ------------------------------------ | ------------------------------------ | ------------------------------------ | ------------------------------------ | ------------------------------------ | ------------------------------------ | ------------------------------------ | ---------------- | ---------------- | -------------- | -------------- |
| 2014/2015 | Virgin Racing                   | Spark-Renault SRT_01E       | Sam Bird          | 3                                    | 1                                    | NU                                   | 7                                    | 8                                    | NU                                   | 4                                    | 8                                    | NU                                   | 6                                    | 1                                    |                                      |                                      | 103              | 5                | 133            | 5              |
| 2014/2015 | Virgin Racing                   | Spark-Renault SRT_01E       | Jaime Alguersuari | 11                                   | 9                                    | 5                                    | 4                                    | 11                                   | 8                                    | NU                                   | 12                                   | 13                                   |                                      |                                      |                                      |                                      | 30               | 13               | 133            | 5              |
| 2014/2015 | Virgin Racing                   | Spark-Renault SRT_01E       | Fabio Leimer      |                                      |                                      |                                      |                                      |                                      |                                      |                                      |                                      |                                      | 14                                   | NU                                   |                                      |                                      | 0                | 32               | 133            | 5              |
| 2015/2016 |                                 |                             |                   |                                      | Malezja                              | Urugwaj                              | Argentyna                            | Meksyk                               | Stany Zjednoczone                    | Francja                              | Niemcy                               | Wielka Brytania                      | Wielka Brytania                      |                                      |                                      |                                      | Pkt.             | Msc.             | Pkt.           | Msc.           |
| 2015/2016 | DS Virgin Racing Formula E Team | Spark-Citroën Virgin DSV-01 | Sam Bird          | 7                                    | 2                                    | NU                                   | 1                                    | 6                                    | 6                                    | 6                                    | 11                                   | 7                                    | NU                                   |                                      |                                      |                                      | 88               | 4                | 144            | 3              |
| 2015/2016 | DS Virgin Racing Formula E Team | Spark-Citroën Virgin DSV-01 | Jean-Éric Vergne  | 12                                   | NU                                   | 7                                    | 11                                   | 16                                   | 13†                                  | 2                                    | 5                                    | 3                                    | 8                                    |                                      |                                      |                                      | 56               | 9                | 144            | 3              |
| 2016/2017 |                                 |                             |                   | Hongkong                             | Maroko                               | Argentyna                            | Meksyk                               | Monako                               | Francja                              | Niemcy                               | Niemcy                               | Stany Zjednoczone                    | Stany Zjednoczone                    | Kanada                               | Kanada                               |                                      | Pkt.             | Msc.             | Pkt.           | Msc.           |
| 2016/2017 | DS Virgin Racing                | DS Virgin DSV-02            | Sam Bird          | 13                                   | 2                                    | NU                                   | 3                                    | NU                                   | 16                                   | 7                                    | 7                                    | 1                                    | 1                                    | 5                                    | 4                                    |                                      | 122              | 4                | 190            | 4              |
| 2016/2017 | DS Virgin Racing                | DS Virgin DSV-02            | José María López  | NU                                   | 10                                   | 10                                   | 6                                    | NU                                   | 2                                    | 4                                    | 5                                    |                                      |                                      | NU                                   | 3                                    |                                      | 65               | 9                | 190            | 4              |
| 2016/2017 | DS Virgin Racing                | DS Virgin DSV-02            | Alex Lynn         |                                      |                                      |                                      |                                      |                                      |                                      |                                      |                                      | NU                                   | NU                                   |                                      |                                      |                                      | 3                | 23               | 190            | 4              |
| 2017/2018 |                                 |                             |                   | Hongkong                             | Hongkong                             | Maroko                               | Chile                                | Meksyk                               | Urugwaj                              | Włochy                               | Francja                              | Niemcy                               | Szwajcaria                           | Stany Zjednoczone                    | Stany Zjednoczone                    |                                      | Pkt.             | Msc.             | Pkt.           | Msc.           |
| 2017/2018 | DS Virgin Racing                | DS Virgin DSV-03            | Sam Bird          | 1                                    | 5                                    | 3                                    | 5                                    | NU                                   | 3                                    | 1                                    | 3                                    | 7                                    | 2                                    | 9                                    | 10                                   |                                      | 143              | 3                | 160            | 3              |
| 2017/2018 | DS Virgin Racing                | DS Virgin DSV-03            | Alex Lynn         | 8                                    | 9                                    | 10                                   | NU                                   | 10                                   | 6                                    | NU                                   | 14                                   | 16                                   | 16                                   | NU                                   | 14                                   |                                      | 17               | 16               | 160            | 3              |
| 2018/2019 |                                 |                             |                   | Arabia Saudyjska                     | Maroko                               | Chile                                | Meksyk                               | Hongkong                             |                                      | Włochy                               | Francja                              | Monako                               | Niemcy                               | Szwajcaria                           | Stany Zjednoczone                    | Stany Zjednoczone                    | Pkt.             | Msc.             | Pkt.           | Msc.           |
| 2018/2019 | Envision Virgin Racing          | Audi e-tron FE05            | Sam Bird          | 11                                   | 3                                    | 1                                    | 9                                    | 6                                    | NU                                   | 11                                   | 11                                   | 16†                                  | 9                                    | 4                                    | 8                                    | 4                                    | 85               | 9                | 191            | 3              |
| 2018/2019 | Envision Virgin Racing          | Audi e-tron FE05            | Robin Frijns      | 12                                   | 2                                    | 5                                    | 11                                   | 3                                    | 11                                   | 4                                    | 1                                    | 17†                                  | 13                                   | NU                                   | NU                                   | 1                                    | 106              | 4                | 191            | 3              |
| 2019/2020 |                                 |                             |                   | Arabia Saudyjska                     | Arabia Saudyjska                     | Chile                                | Meksyk                               | Maroko                               | Niemcy                               | Niemcy                               | Niemcy                               | Niemcy                               | Niemcy                               | Niemcy                               |                                      |                                      | Pkt.             | Msc.             | Pkt.           | Msc.           |
| 2019/2020 | Envision Virgin Racing          | Audi e-tron FE06            | Sam Bird          | 1ⁿ                                   | NU                                   | 10                                   | NU                                   | 10                                   | 3                                    | 6                                    | 13                                   | 11                                   | 20                                   | 5                                    |                                      |                                      | 63               | 10               | 121            | 4              |
| 2019/2020 | Envision Virgin Racing          | Audi e-tron FE06            | Robin Frijns      | 5                                    | NU                                   | 15                                   | DK                                   | 12                                   | NU                                   | 4                                    | 2                                    | NW                                   | 2                                    | NU                                   |                                      |                                      | 58               | 12               | 121            | 4              |